# Badiae
Badiae war ein antiker Ort in der nordafrikanischen Landschaft Numidien. Er ist auf der Tabula Peutingeriana verzeichnet und lag südlich des Aurès an der Stelle des heutigen Badès in Algerien. Laut einer Inschrift war Badiae ein römisches Municipium.
Auf ein spätantikes Bistum in Badiae geht das gleichnamige Titularbistum der römisch-katholischen Kirche zurück.